# 太平山房
30°24′29″N 117°51′35″E / 30.40806°N 117.85972°E
太平山房位于中国安徽省池州市青阳县陵阳镇所村，2013年被列为第七批全国重点文物保护单位。
太平山房始为陈氏公堂，清乾隆三十六年（1771年）改作学馆，是安徽保存完整的古代学馆建筑之一。太平山房占地面积1173平方米，由门厅、正厅、后楼及厢房组成，前两进建于明末清初，后楼为明洪武年间所建。